# Timing-Strategie (länderspezifisch)
Als länderspezifische  Timing-Strategien werden in der Betriebswirtschaftslehre Strategien bezeichnet, die sich damit befassen, wann ein Unternehmen in einem Land in den Markt eintritt. Hierbei ist zwischen den drei Grundstrategien Pionier, früher Folger und später Folger zu unterscheiden, wobei letztere noch in die zwei Substrategien Imitationsstrategie und Nischenstrategie zu differenzieren ist.

## Pionierstrategie
Die Pionierstrategie (engl. „first to market“) ist die Strategie für das Unternehmen, das zuerst in den Ländermarkt eintritt. Sie setzt voraus, dass es dem Unternehmen gelingt, ein neues (marktfähiges) Produkt oder eine neue (marktfähige) Technologie zu entwickeln und in den Markt hineinzubringen. Bei Technologien, die auf anderen nationalen Märkten bereits angeboten werden, kann das Pionierunternehmen dieses Know-how auch im Ausland zukaufen bzw. internationale Kooperationen wie Lizenz- oder Franchisingverträge abschließen.
Als Pionier besitzt das jeweilige Unternehmen (eine gewisse Zeit lang) eine Quasi-Monopolstellung im Markt. Während dieser Monopolzeit hat der Pionier die Gelegenheit, technische Standards zu setzen und dominante Designs zu prägen. Er sollte auch in seiner Zeit als Monopolist möglichst große Markteintrittsbarrieren schaffen, um Konkurrenten so lange wie möglich fernzuhalten. Dadurch kann der Pionier zunächst mit Abschöpfungspreisen von den Innovatoren seine Markterschließungs- und ggf. F&E-Kosten amortisieren lassen.
Vorteil
- Gewisse Zeit lang Monopolstellung.

→ Möglichkeit, technologische Standards zu setzen.
→ Möglichkeit, dominante Designs zu prägen.
- Potenzielle Vorteile auf Grund von Vorsprüngen auf der Erfahrungskurve.
- Aufbau von Markt-Know-how → ggf. Imagevorteile.
- Aufbau von Kundenkontakten (sollte gezielt genutzt werden).

→ Verträge mit organisationalen Kunden (z. B. Handel, Vertrieb, allg. wichtige Abnehmer)
- Aufbau von Markteintrittsbarrieren.

Nachteil
- Ungewissheit über weitere Marktentwicklung (Expansion oder Schrumpfung bzw. Zusammenbruch des Marktes).
- Gefahr von Technologiesprüngen, die die eigene Technologie substituieren, bevor sich diese richtig am Markt durchgesetzt bzw. amortisiert hat  (vgl. MD vs. MP3-USB-Sticks).
- Hohe Kosten für die Markterschließung.

→ Bekanntmachung durch Werbung.
→ Aufbau von Vertriebswegen.
- Ggf. Widerstände im Markt, die überwunden werden müssen.

## Früher-Folger-Strategie
Frühe Folger (engl. „early to market“) treten relativ früh nach dem Pionier in den Markt ein. Der Markteintrittszeitpunkt ist dabei etwa in der späten Einführungsphase des Produktlebenszyklus.
Vorteil
- Geringeres Marktrisiko als beim Pionier.

→ Bessere Einschätzung der weiteren Marktentwicklung.
- - Einrichten von Markteintrittsbarrieren ..

→ Aufbau eines Produktimages.

- Können relevante Standards noch mitbestimmen (Vorteil ggü. spätem Folger).
- Können im schnell wachsenden Markt noch gut Marktanteile erringen (Vorteil ggü. spätem Folger).

→ Marktführerschaft ist noch offen (Vorteil ggü. spätem Folger).
- Produktlebenszyklus ist noch am Anfang (Vorteil ggü. spätem Folger).

→ Man kann noch lange am Markt Gewinne erwirtschaften (Vorteil ggü. spätem Folger).
Nachteil
- Ggf. schon Markteintrittsbarrieren vorhanden.
- Muss sich am Pionier orientieren.
- Braucht Wettbewerbsvorteil ggü. dem Pionier, um ihm ggü. bestehen zu können, während der Pionier wegen der Neuheit des Produktes Erfolg hat.

## Später-Folger-Strategie(n)
Späte Folger sind Unternehmen, die an den Markt kommen, wenn relevante Standards bereits gesetzt sind. Dies geschieht idealtypisch in der Reifephase oder sogar erst in der Sättigungsphase des Produktlebenszyklus.
Diese Strategie funktioniert nur in zwei Varianten bzw. Substrategien.

### Imitationsstrategie
Bei der Imitationstrategie (engl. „me too strategy“) wird das Produkt des bzw. der erfolgreichsten Anbieter imitiert (optisch bzw. technisch respektive vom gestifteten Nutzen usw.). Diese Strategie kann nur Erfolg haben, wenn das nachgeahmte Produkt preislich günstiger angeboten wird als das „Original“ bzw. das ursprüngliche Produkt. Es werden also Kostenvorteile bei der Produktion benötigt, die idealtypisch mittels einer Preis-Mengen-Strategie verfolgt werden.
Vorteil
- Niedrige Kosten, wegen keiner bzw. kaum F&E-Kosten
- Anlehnung an festgelegte Standards; kein Risiko, den falschen (der sich nicht durchsetzt) zu wählen (vgl. bspw. Blu-ray Disc vs. HD-DVD).
- Kann ggf. Know-how (kostengünstig) zukaufen.
- Kann Standardisierungspotenziale nutzen.
- Kann von den Branchenerfahrungskurven (Längs- und Querschnitt) profitieren.
- Sehr geringe Unsicherheit bezüglich weiter Marktentwicklungen.

Nachteil
- Trifft auf starke etablierte Konkurrenz.
- Gefahr von Preiskämpfen mit den etablierten Anbietern.
- Eventueller Image-Nachteil als „Nachahmer“.
- Bei nichteintretendem Markterfolg hat man hohe versunkene Kosten (Investitionen in Produktionsanlagen).
- Meist geringes eigenes technisches Know-how.
- Kann nur schwierig auf Änderungen reagieren.

### Nischenstrategie
Der späte Folger sucht gezielt nach bisher unabgedeckten (oder nur sehr rar bzw. „ungenügend“ abgedeckten) Teilmärkten. Dies sind dann (zumindest zunächst) relativ kleine Märkte, an denen man dann Speziallösungen anbietet.
Vorteil
- Sogar in relativ hart umkämpften Märkten bestehen relativ gute Marktchancen.
- Unter Umständen relativ geringe F&E-Kosten.
- (Wiederum) Quasi-Monopolstellung in dem Markt(segment). → Relativ hoher Preisgestaltungsspielraum.

Nachteil
- Ggf. hohe Markteintrittsbarrieren (in den Markt an sich) der etablierten Anbieter.
- Eventuell hoher Überzeugungs- bzw. Marktaufwand, um den speziellen eigenen Zusatznutzen zu kommunizieren.
- Eventuell Verzettelung in viele kleine (ggf. unrentable) Einzellösungen.
- Lockt ggf. die großen Anbieter in die entdeckte Marktnische.

Unter Umständen kann eine vermeintliche Marktnische rasch anwachsen. In Verbindung mit Technologiesprüngen kann der vormalige Nischenanbieter so in diesem neuen Markt zum Pionier werden.